# Zmrzlík (přírodní památka)
Zmrzlík je přírodní památka nacházející se na území hlavního města Prahy. Důvodem ochrany je významný geologický profil silurem s řadou typických nalezišť zkamenělin, část stratotypového území oblastní litostratigrafické jednotky kopaninského souvrství (ludlow, silur) a stará zemědělská krajina a ni vázaná teplomilná společenstva rostlin. Chráněné území je ve správě Regionálního pracoviště Střední Čechy AOPK ČR a Magistrátu hlavního města Prahy. Přírodní památka Zmrzlík o rozloze 16,35 ha, nacházející se v katastrech Zadní Kopanina a Radotín, byla vyhlášena chráněným přírodním výtvorem roku 1988. Je součástí přírodního parku Radotínsko–Chuchelský háj, který je evropsky významnou lokalitou. Část tohoto území také patří do CHKO Český kras.

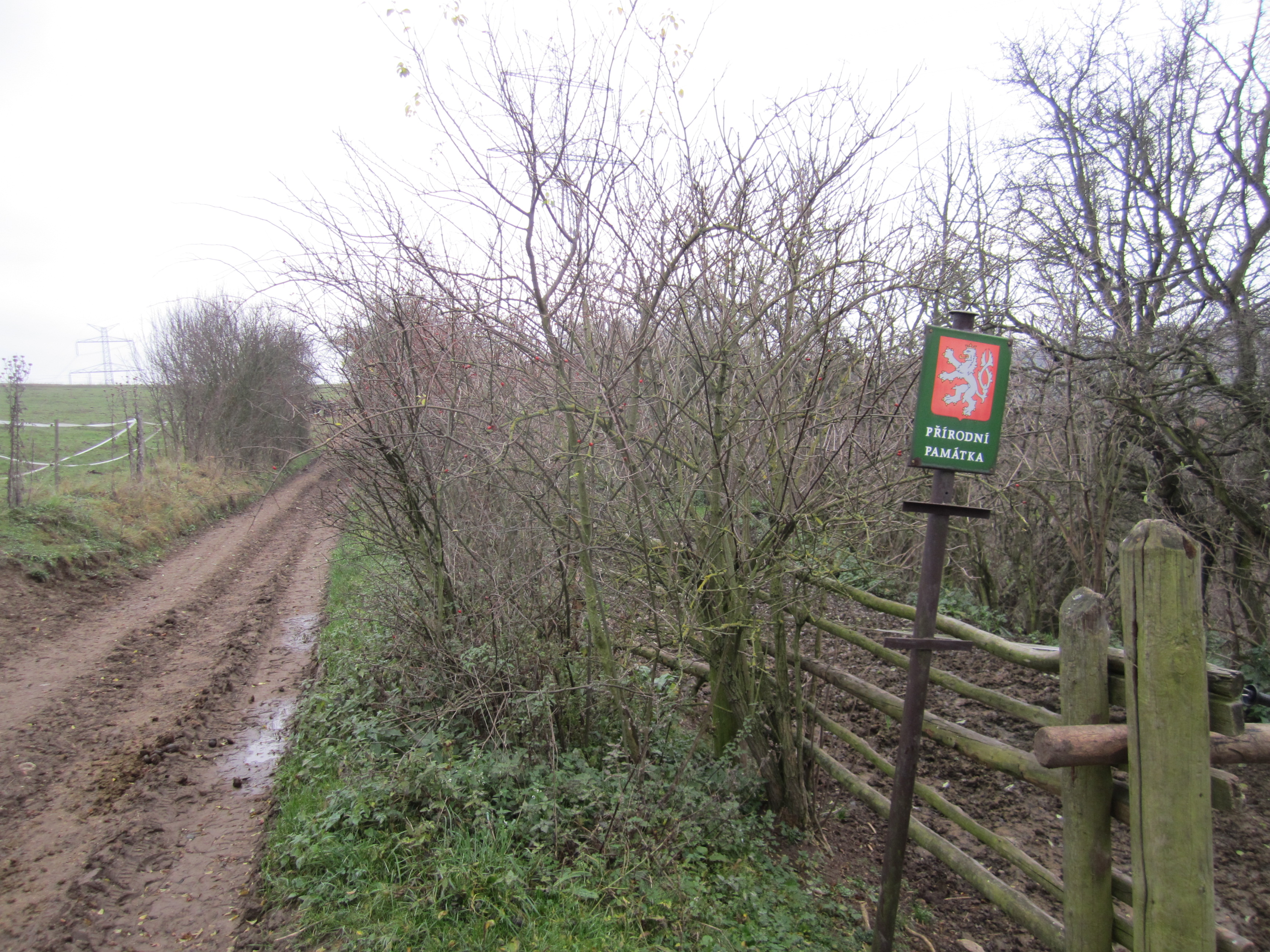
Vstup do PP Zmrzlík

## Lokalita
Klimatická oblast přírodní památky Zmrzlík je teplá (T2) a je odvodňována Mlýnským potokem. Území se nachází v Praze v katastrech Zadní Kopanina a Radotín. Sestává ze tří ploch, které jsou spojené ochranným pásmem převážně na levém svahu Mlýnského potoka s přilehlou Draskou roklí mezi Zmrzlíkem a Zadní kopaninou.

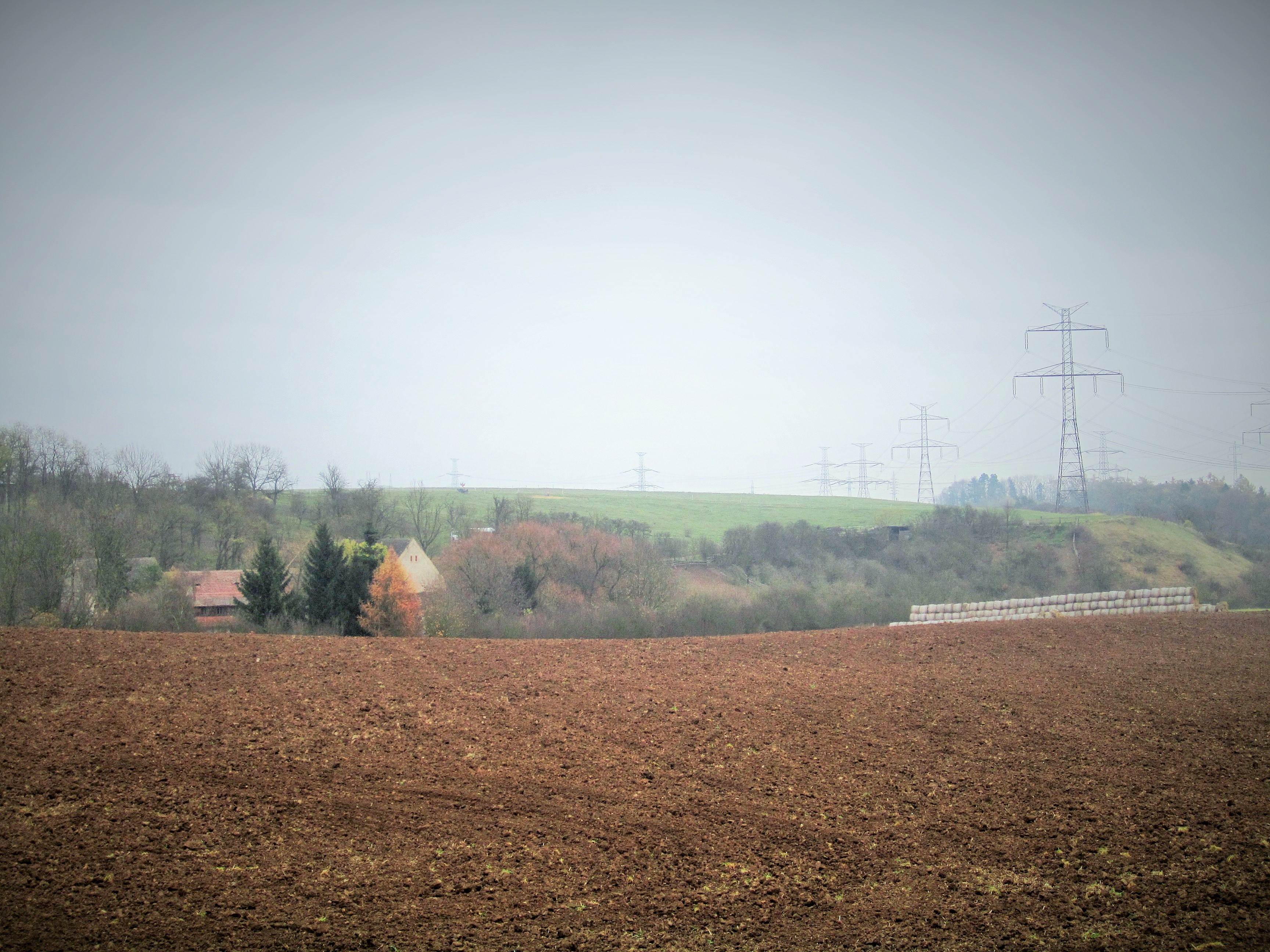
Pohled na Zmrzlík ze Zadní kopaniny

## Historie
Skalní výchozy a terénní zářezy zkrasovatělých vápenců zemědělské krajiny sloužily v minulosti jako kozí pastva. Až do 20. let 20. století bylo území téměř bez stromové vegetace. Po 20. letech byla malá část území zalesněna v rámci daňových úlev, avšak nevhodným akátem. Po 2. světové válce samovolně zarostly menší plochy, kde neprobíhala pastva, hustým náletem.

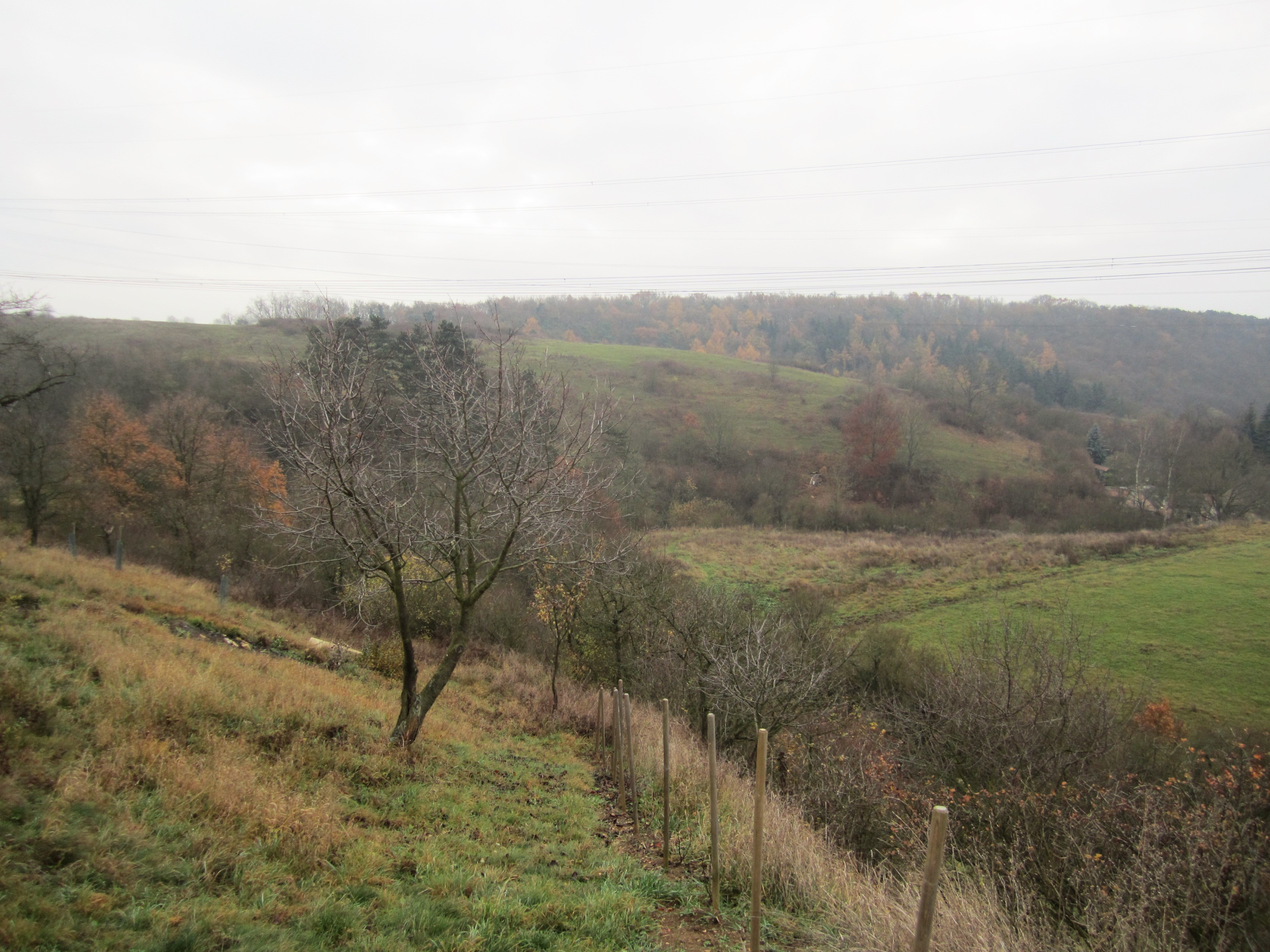
Zmrzlík

Okolo vesnice vzniklo několik drobných lůmků, kde jsou paleontologická naleziště. V Jirasově lomu se do 40. let 20. století těžily hlavonožcové vápence na výrobu obkladového kamene pod označením „kopaninský mramor“. Dlouho opuštěný stěnový lůmek ve vápencích kopaninského souvrství byl založen pravděpodobně místními obyvateli na těžbu stavebního kamene pro stavby v obci. Zdejší vápenec bylo možné identifikovat za pomoci výskytu artikulovaného ramenonožce Atripoydea renitens, který se v tomto zachování nevyskytuje jinde než na Zmrzlíku. V částečně zasypaném jámovém lůmku se dříve těžily vápence kopaninského souvrství pro stavební kámen a na výrobu vápna. Území bylo známe již Joachimu Barrandovi, který na tomto místě popsal řadu zkamenělin uvedených v jeho díle Systéme Silurien (1852–1881).
V roce 1988 byl Zmrzlík vyhlášen chráněným přírodním výtvorem. Následně byl v roce 1992 vyhlášen přírodní památkou.

## Přírodní poměry

### Geologie a paleontologie
Neúplně odkrytý geologický profil je tvořen stěnami opuštěných lomů a skalními výchozy a je zdrojem četných nálezů zkamenělin graptolitů, hlavonožců orthocerů, mlžů, plžů a trilobitů. Nejstaršími sedimenty jsou špatně štěpné jílovité, vápnito-jílovité až tufiticko-jílovité břidlice s převážně graptolitovou faunou, které vychází v nejjižnější části území nad boční roklí na pravém břehu Mlýnského potoka. V břidlicích se nachází také těleso bazaltového mandlovce, doprovázeného tufy, které představuje jeden z nejmladších výlevů bazaltu v siluru pražské pánve, pronikající až do břidlic graptolitové zóny. V nadloží břidlic se vyskytují vápence. Kopaninské souvrství není ani v nejvyšších polohách odkryto. V nadloží kopaninského souvrství se vyskytují hlavonožcové vápence požárského souvrství. Tato vrstva patří k nadložnímu požárenskému souvrství (přídolí, silur). V ochranném pásmu mezi spodní a střední částí území v nárazovém břehu Mlýnského potoka, jižně od bývalé kamenické dílny se nachází zajímavá paleontologická lokalita, kde vychází spodní polohy dvorecko-prokopských vápenců pražského souvrství (prag, devon) obsahující bohatou trilobitovou faunu: (Reedos cephalotes, Reedos prospicens, Crotalocephalina gibba gibba, Ondotochile hausmanni).
Přírodní památka je z geologického hlediska významná hlavně proto, že umožňuje geologický výzkum silurských hornin střední části pražské pánve, které jsou v jiných oblastech zakryty devonskými usazeninami. Na Zmrzlíku vystupují vlivem erozní činnosti Mlýnského potoka a antiklinále Škrábku. Geologické výchozy jsou tvořeny horninami, které se usadily v pánvi mezi oblastí vulkanických center na severu a mezi oblastí břidličnaté sedimentace na jihu. Proto je zde vývoj siluru ovlivněn pohyby středního segmentu pánve a liší se od obou zmíněných segmentů.

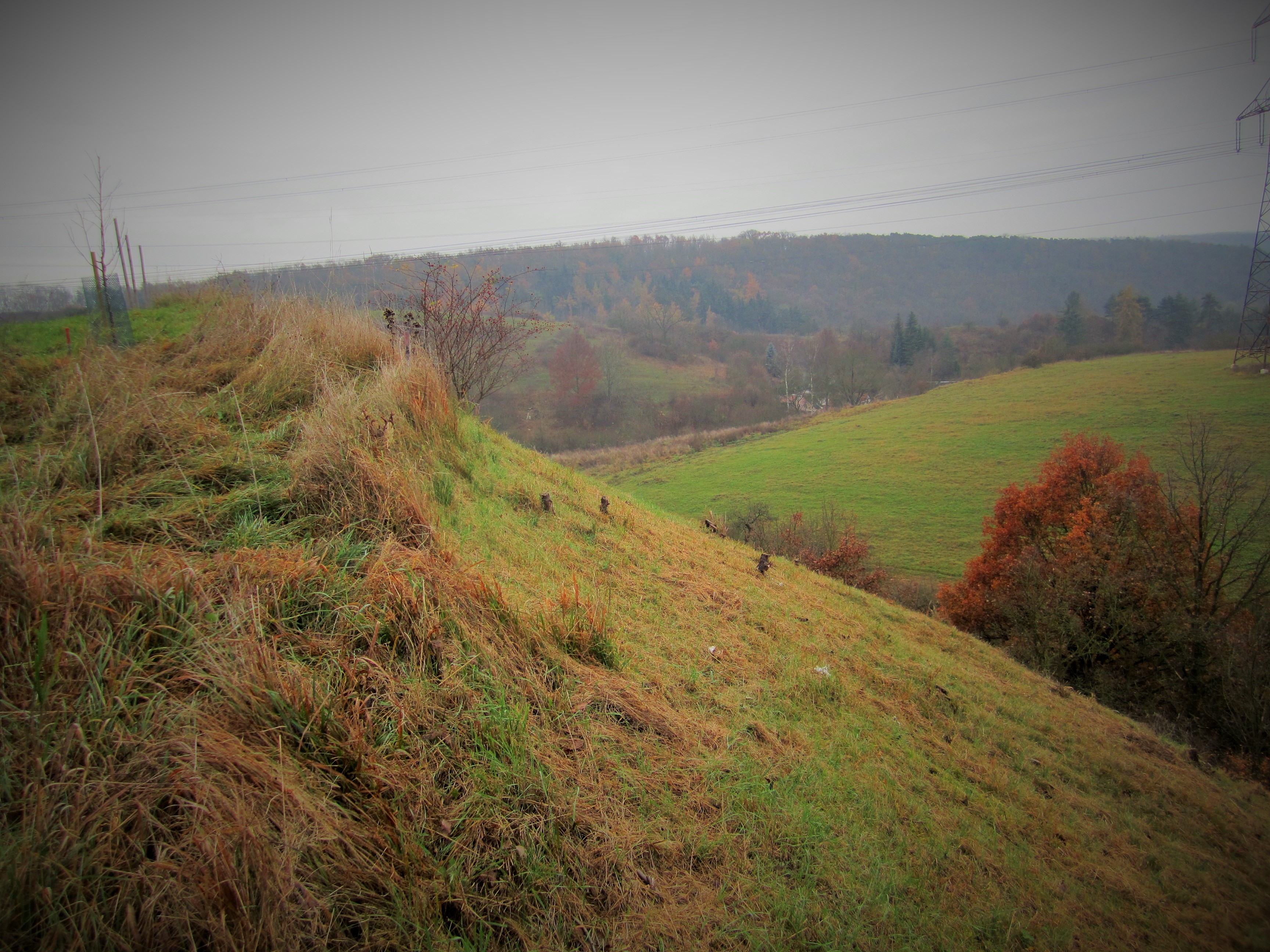
Zmrzlický svah

### Flora
Vegetace odráží charakter staré zemědělské krajiny s mokřady podél drobných potůčků. Zvlněné vápencové hřbety porůstají teplomilné trávníky. Vegetace je druhově bohatá s dominancí společenstva válečky prapořité (Brachypodietum pinnati), hlaváče žlutavého(Scabiosa ochroleuca) a kostřavových xerotermních trávníků (Festucion valesicae) s výskytem kavylu Ivanova (Stipa joannis), šalvěje hajní (Salvia nemorosa), zvonku klubkatého (Campanula glomerata), smělku štíhlého (Koeleria macrantha), zlatovlásku obecného (Aster linosyris), vlnice chlupaté (Oxytropis pilosa) a bělozářky liliovité (Anthericum liliago).
Po území jsou roztroušeny porosty teplomilných křovin jako je skalník celokrajný (Cotoneaster integerrimus), růže vinná (Rosa rubiginosa) a nepůvodní štědřenec odvislý (Laburnum anagyroides). Na severním svahu se maloplošně vyvinul pěchavový trávník (Helianthemo cani-Seslerietum calcariae)a vzácněji se zde vyskytuje i rozrazil ožankový (Veronica teucrium), sesel fenyklový (Seseli hippomarathrum), devaterník šedý (Helianthemum canum) či oman srstnatý (Inula hirta). V údolíčkách jsou pcháčové louky (Angelico-Cirsietum oleracei) , které však po skončení pastvy ovcí od konce 80. let 20. století zarůstají nitrofilními druhy. Vyskytují se zde lesní porosty, které se rozléhají přibližně na 0,5 ha, z nichž polovinu plochy tvoří malý ovocný sad. V terénních zářezech se vyskytují mlaziny nebo kultury trnovníku (Robinia).  Částečně jde o náletové dřeviny. Plocha ve spodní partii u silnice je zarostlá jasanovým náletem.

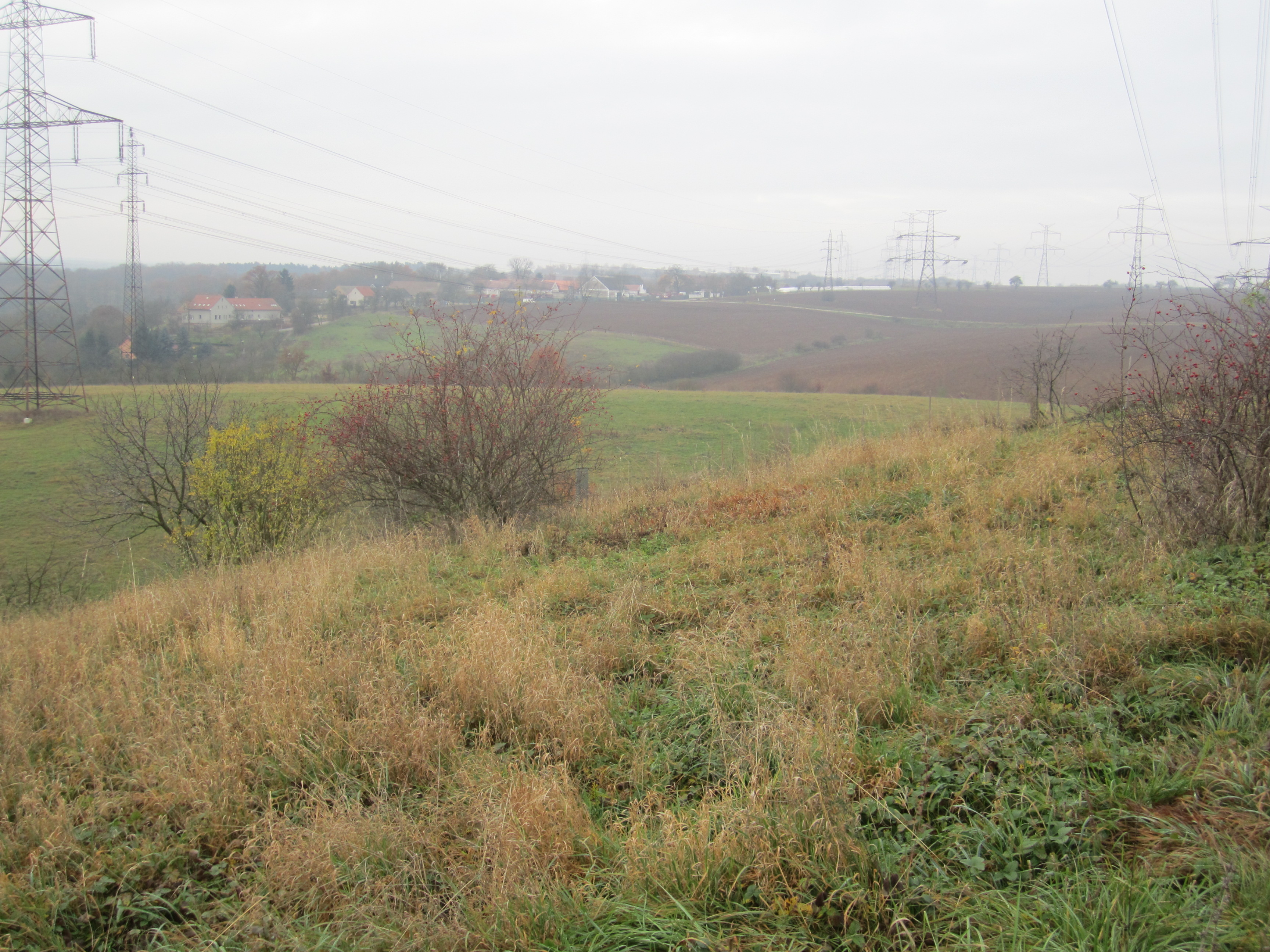
Křoviny na teplomilné louce

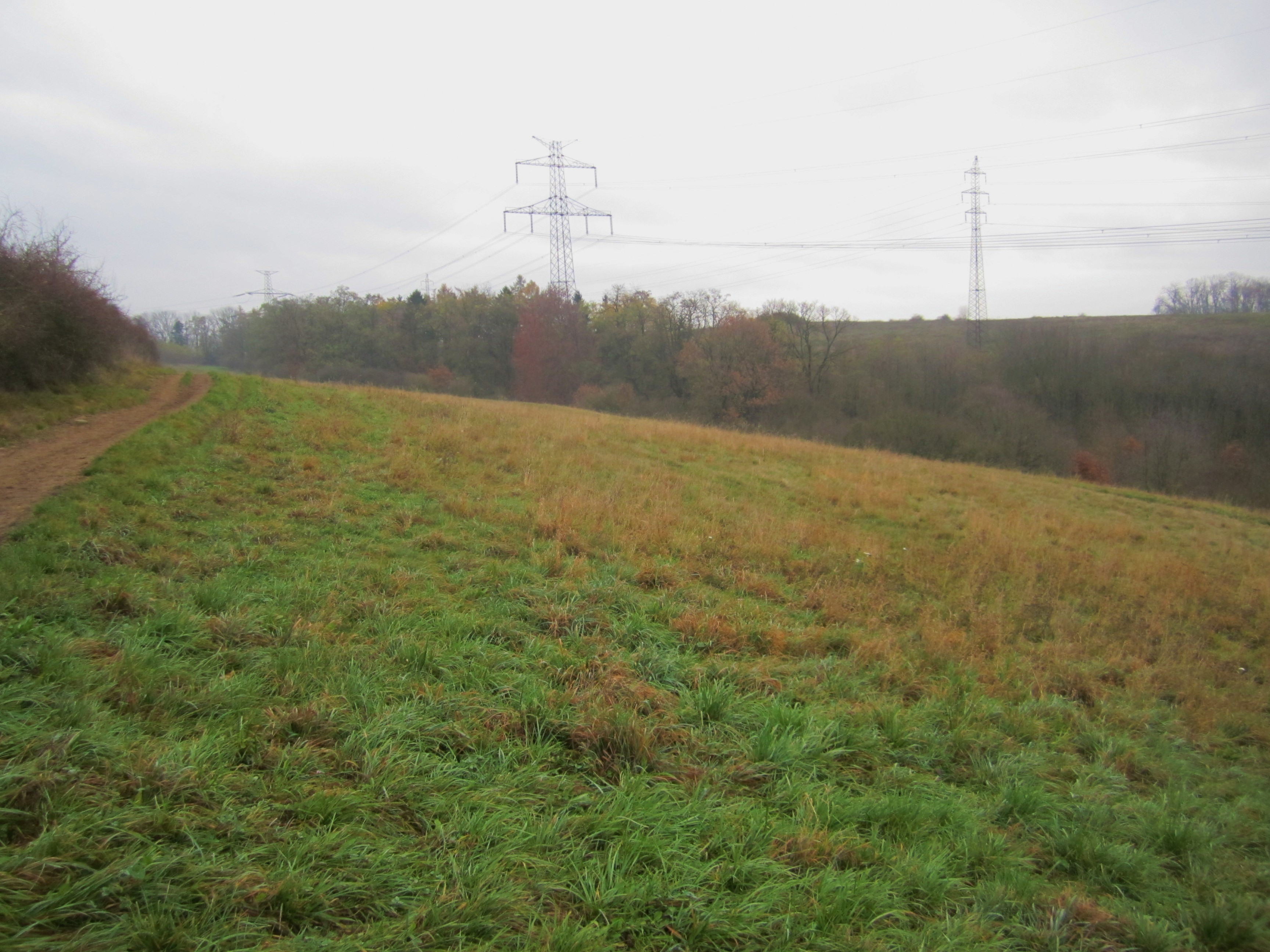
Louka na Zmrzlíku

### Fauna
Žijí zde i reliktní fytofágní brouci stepního a lesostepního typu. Z mandelinkovitých se tu vyskytují (Coptocephala rubicunda), krytohlav (Cryptocephalus primarius), bázlivec (Luperus xanthopoda), dřepčíci (Aphtona cyanella, A. herbigrada, A. atrovirens, Longitarsus helvolus, L. medvedevi, L. minusculus) a štítonoš (Cassida pannonica) žijící na chrpě porýnské. Z luskokazovitých se zde vyskytuje listopasec (Bruchidius cisti). Z nosatcovitých zde žijí nosatčíci (Apion penetrans, A. elongatulum, A. interjectum), lalokonosec (Otiorhynchus fullo), listopasové (Sitona longulus, S. inops, Cycloderes pilosus), květopas (Tychius schneideri), krytonosec (Ceutorhynchus similis, Gymnaetron plantaginis) a i bezkřídlí stepní nosatci, jako je lalokonosec libečkový (Otiorhynchus ligustici). Nalezneme zde také mouchy dlouhososky (Bombilius sp.), připomínající svým ochlupením čmeláky. Z pavouků se zde vyskytují vzácní teplomilní běžníci (Xysticus robustus, Ozyptila nigrita) žijící v detritu. Z motýlů lze uvést různé druhy vřetenušek, dlouhozobku zimolezovou (Hemaris fuciformis), okáče bojínkového (Melanargia galathea), babočku osikovou (Nymphalis antiopa), žluťáska řešetlákového (Gonepteryx rhamni) a ohniváčka černokřídlého(Lycane phlaeas). Na území byly zjištěny také otakárek fenyklový (Papilio machaon) a otakárek ovocný (Iphiclides podalirius). Z plžů tu žije žitovka obilná (Granaria frumentum) a páskovka žíhaná (Cepaea vindobonensis). 

## Ochrana
Skalní výchozy a lomy je třeba chránit před zarůstáním dřevinami a zejména před černými skládkami. Pro ochranu území je třeba kosení údolních luk a zachování, respektive obnovení pastvy na svazích, aby nedocházelo k většímu zarůstání. Na Zmrzlíku je středisko, které se zabývá chovem huculských koní, na části území tak probíhá intenzivní pastva. Na některých plochách je zřejmě již příliš silná a narušuje rozvoj společenstev. Pohyb koní navíc narušuje pokryv a jelikož je toto území náchylné k erozi, začíná být nebezpečný. Bylo by tedy třeba pastvu koní omezit, například snížit počet koní na určitou plochu. Největším rizikem ohrožení je však zástavba některých pozemků.

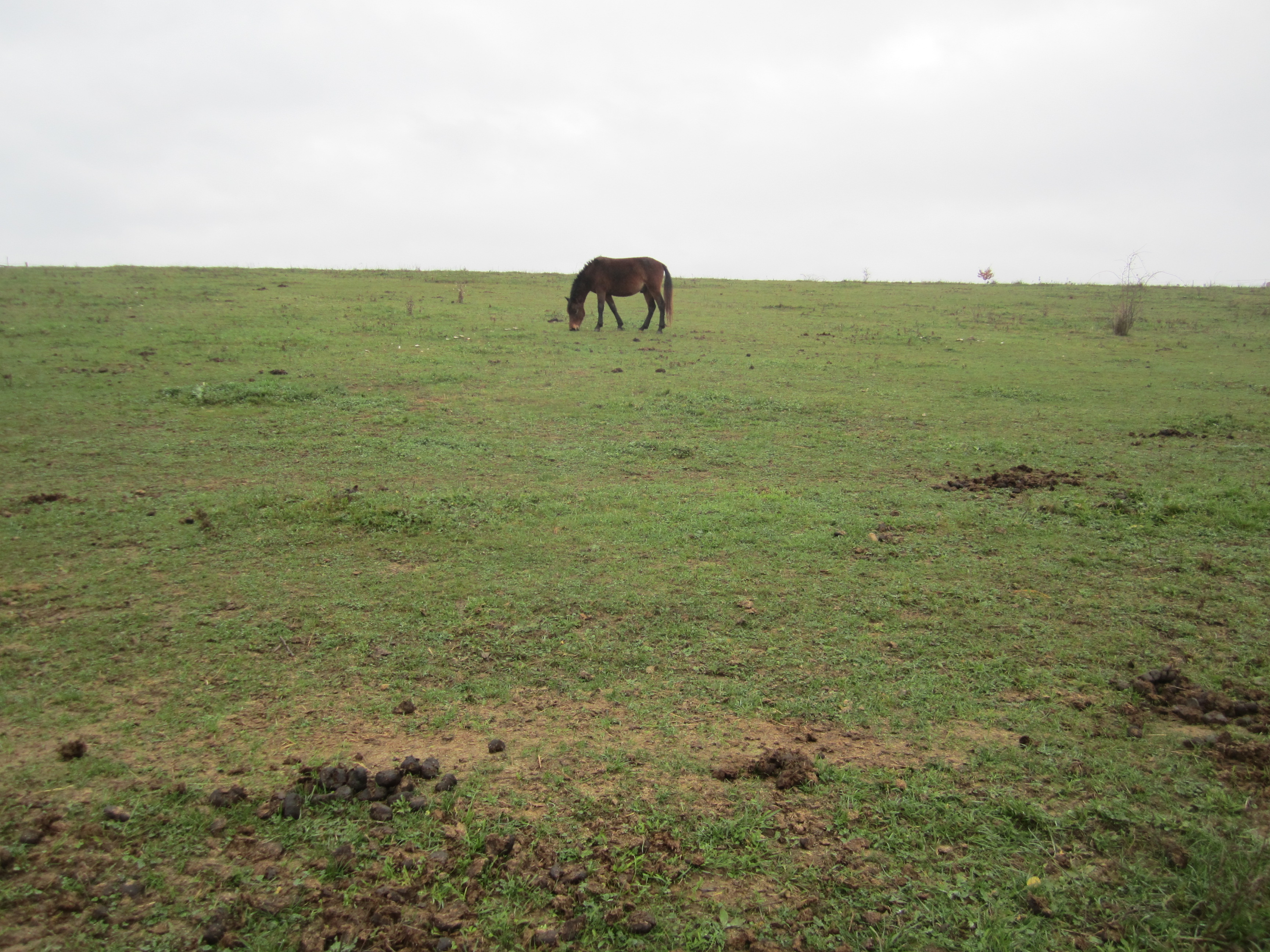
Pastva koní na teplomilné pastvině